# 渡辺章太郎
渡辺章太郎（わたなべ しょうたろう）はテレビ朝日総合編成局宣伝部。

## 人物
- 元は企画担当の平城隆司と河口勇治チーフプロデューサーの下で『快感MAP』のAP（アシスタントプロデューサー）を担当をしていた。
- 2011年9月にプロデューサーに昇格し以前は奥川晃弘ゼネラルプロデューサーの下で樋口圭介、本部純、中野光春などと共にプロデューサーを担当していた。
- 2013年7月以降は、本部純ゼネラルプロデューサーの下で、奥田創史、白髭晋二、吉澤康平と共にプロデューサーを担当した。
- 2015年1月以降は奥田創史プロデューサーと共に担当した。
- 2015年4月以降は樋口圭介ゼネラルプロデューサーと共に担当した。
- 2015年6月以降現在に至る。

## 過去の担当番組
- AP（アシスタントプロデューサー）
  - 快感MAP
- プロデューサー
  - 関ジャニの仕分け∞
  - クイズプレゼンバラエティー Qさま!!
  - キス濱ラーニング
  - キス濱ラーニング2
  - キス濱ラーニング3
  - ブラマヨとゆかいな仲間たち アツアツっ!
  - キス濱テレビ
  - もしものシミュレーションバラエティー お試しかっ!
  - 中居正広のミになる図書館
  - 林修の今でしょ!講座
- 宣伝
  - お願い!ランキング
  - GO!オスカル!X21
  - 学生才能発掘バラエティ 学生HEROES!
  - 超人女子
  - ロボット旅日本一周〜タカラモノクダサイ〜
  - 仮面ライダーエグゼイド
  - 仮面ライダージオウ
  - 雨上がり決死隊のトーク番組アメトーーク!
  - ももクロChan